# Sacro

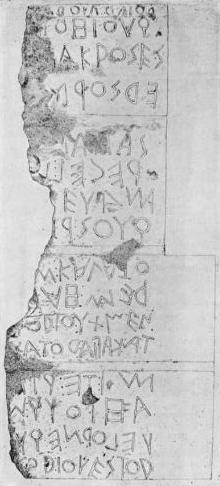
Il cippo del Lapis Niger con l'iscrizione bustrofedica (sono quattro lati riportati su un piano unico). In questo reperto archeologico compare per la prima volta il termine sakros (sacro).

Sacro è un termine storico-religioso, fenomenologico e antropologico, riferito a una dimensione divina, ultraterrena o soprannaturale, il cui significato mira ad estendere ed oltrepassare quello attribuito alla realtà ordinaria percepita all'opposto come profana. L'esperienza del "sacro" è al cuore di tutte le religioni.
(Mircea Eliade, Discorso pronunciato al Congresso di Storia delle religioni di Boston il 24 giugno 1968)

## Storia e origine del termine

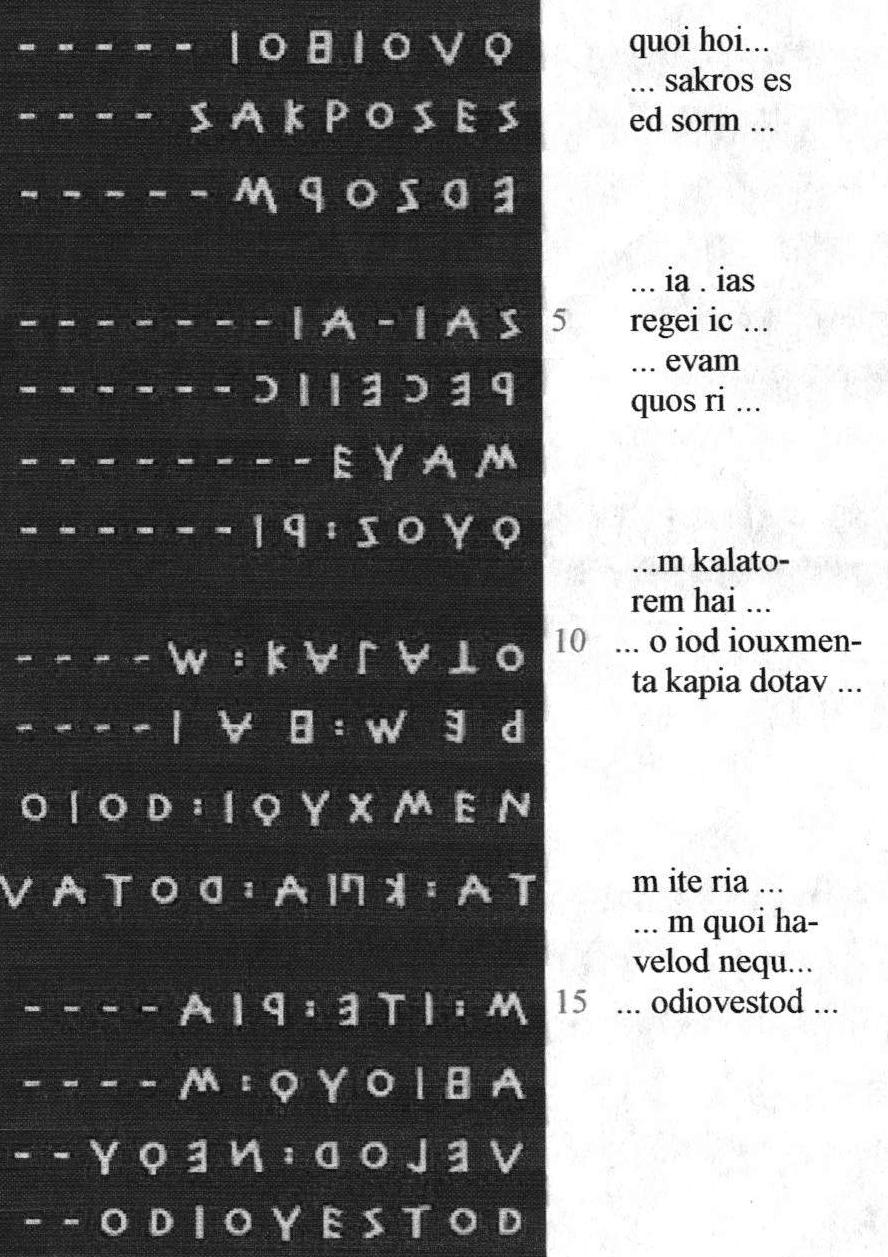
Schema dell'iscrizione del Lapis Niger. Da notare il termine sakros alla seconda riga.

Il termine italiano "sacro" deriva dal termine latino arcaico sakros, rinvenuto sul Lapis Niger, sito archeologico romano risalente al VI secolo a.C. e, in un significato successivo, indica anche ciò che è dedicato ad una divinità, ed al suo relativo culto; infatti, tale termine lo si trova, con medesimo significato, anche in altre lingue antiche come, ad esempio, l'ittita saklai e il gotico sakan.
La radice di sakros si ritrova nell’accadico (lingua o insieme di lingue dell'area semitica, ormai estinte) saqāru (“invocare la divinità”), sakāru (“sbarrare, interdire”) e saqru (“elevato”). Simili a sua volta, il radicale indoeuropeo *sak, *sag, col significato di avvincere, aderire, o sac-ate, col significato di seguire, o sap-ati, col significato di onorare, sempre sottintendendo una divinità, a tal punto che negli antichi testi Ṛgveda può anche diventare sinonimo di adorare. Anche per i popoli dell'Europa centrale il termine era strettamente legato alla spiritualità ed alla relativa alla salvezza dell'anima, indicandola come Heil, da cui deriva il termine germanico e olandese Heilig, il danese hellige, l'inglese holy etc.
Il rapporto del termine con la religione si estese poi anche per divinità maligne come, ad esempio, è avvenuto nel termine latino ex-sacrabilis, ex-secrabilis, ovvero per il sacro, dove invece il relativo termine "esecrabile" vuol dire invece cattivo, ripugnante. Gli antichi Greci invece, usavano distinguere il termine greco antico hagios per indicare qualcosa di inviolabile, non accessibile ai comuni mortali (tradotto in latino come latino santcus, santo) dal termine hieron, a indicare propriamente la potenza divina in sé, come ad esempio la costruzione di un Tempio dedicato alla divinità. In antichità quindi, il significato veniva applicato a tutti i rituali religiosi annessi, dove spesso esistevano le cosiddette vittime "sacrificali" e dove è probabile derivi anche il termine osso "sacro", indicando tradizionalmente in questo  la parte anatomica più gradita agli dei.
Il termine si estese ancora, in termini più generici, ad indicare qualcosa a cui è stata conferita una oggettiva validità, ovvero che acquisisce il dato di fatto reale, suo fondamento e conforme al cosmo. Da qui anche il termine, sempre latino, di sancire, evidenziato in leggi o accordi. Seguendo questo insieme di significati, il sakros sancisce una alterità, ovvero un essere "altro" e "diverso" rispetto all'ordinario, al comune, al profano, e dal quale iniziò lo studio della cosiddetta antropologia del sacro e della ierofania. 

In significati ancor più recenti e popolari poi, il termine sacra, da cui deriva l'analogo "sagra", fu applicato a indicare non più una costruzione, una festa tradizionale o un rituale strettamente legato ad un culto devozionale-religioso, bensì legato a una qualsiasi generica commemorazione (ad es. la primavera, il raccolto, i prodotti dell'agricoltura, etc.).

## Ilsacronegli studi contemporanei

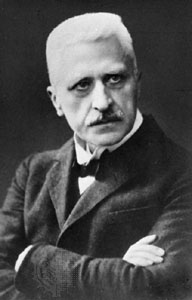
Rudolf Otto (1896-1937), fu tra i primi studiosi della dimensione del "sacro".

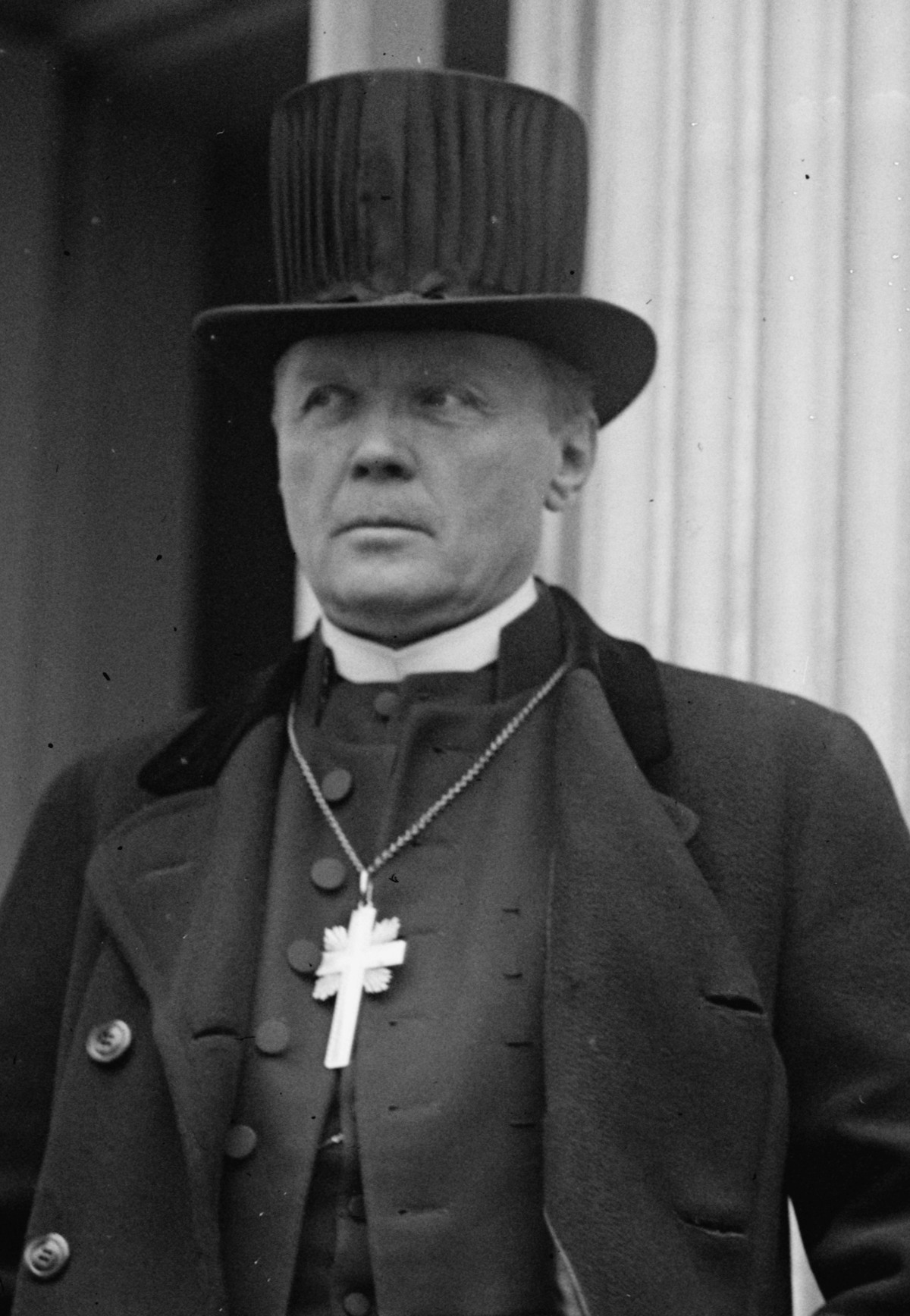
Nathan Söderblom (1866-1931), considerò il "sacro" alla base di ogni religione.

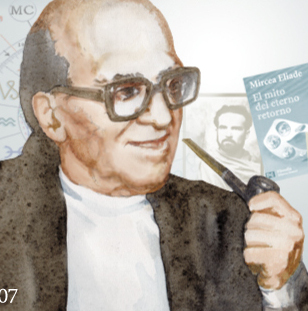
Ritratto di Mircea Eliade (1907-1986, particolare di un ritratto pubblicato su un francobollo moldavo).

Marcel Mauss (1872-1950) ed Henri Hubert (1872-1927), autori dell'Essai sur la nature et la fonction du sacrifice (1897), sono tra i primi studiosi ad indagare la dimensione del "sacro" che, a detta di questi, si manifesta nel "sacrificio" il quale, per mezzo della vittima, permette agli esecutori dello stesso, i "sacerdoti", di passare dal piano del "profano" al piano del "sacro".
Nel successivo Saggio su una teoria generale della magia (1902), Marcel Mauss individua nel mana un concetto più generale che comprende sia il sacro che la religione, ma anche la magia.
Émile Durkheim (1858-1917) nell'opera Les Formes élémentaires de la vie religieuse (1912) riprende i lavori di Mauss, ma aggiunge altri strumenti come "rottura di livello" per provocare il passaggio dal profano al sacro. Quindi non solo il "sacrificio" ma anche altri riti cultuali e di iniziazione consentono l'ingresso nel "sacro". Peraltro per Durkheim, il quale basava il suo studio su ricerche etnografiche condotte in Australia, l'esperienza religiosa consente ad un gruppo umano di avere esperienza di sé.
Ma è con Rudolf Otto (1896-1937) che la dimensione del "sacro" acquisisce un peculiare ambito di ricerca. Nella sua opera Das Heilige (1917), Otto analizza l'esperienza umana del "sacro" e la qualifica come terrificante e irrazionale; una esperienza indicata come mysterium tremendum davanti ad una "realtà" a cui viene attribuita una schiacciante superiorità e potenza. Ma anche una realtà dotata di mysterium fascinans in cui può realizzarsi la pienezza dell'essere. Otto identifica queste esperienze come "numinose" (esperienze del divino), di fronte al quale l'uomo si sente annichilito. Esse vengono ritenute al di là dell'umano e persino del cosmico. La peculiarità del "sacro" è, per Otto, riconducibile alla sua impossibilità ad essere spiegato o ricondotto ad un linguaggio pertinente per altri oggetti di ricerca.
Lo storico delle religioni svedese Nathan Söderblom (1866-1931) in The Nature of Revelation (1931) è il primo a coniugare strettamente il termine "sacro" con quello di "religione":
(J. Hastings. Holiness in Encyclopedia of Religion and Ethics, Vol.VI. Edinburgh, Clark, 1913, pag. 731-41)
Uno dei primi studiosi della Fenomenologia della religione, Gerardus van der Leeuw (1890-1950), autore di Phänomenologie der Religion, (1933), ribadisce la peculiarità dell'ambito della ricerca fenomenologica della religione individuando i temi ricorrenti nella storia e nelle differenti religioni attraverso il presentarsi di strutture e forme tipiche come riti e credenze. A tal proposito van der Leeuw conia l'espressione di homo religiosus per indicare quell'uomo che ha una condotta specifica in relazione con il "sacro".
Mircea Eliade (1907-1986) in Le Sacré et le profane (1956)), suggerisce al riguardo del "sacro" il termine "ierofania" inteso come "qualcosa di sacro ci si mostra". Per Eliade la storia delle religioni, dalla preistoria ad oggi, è costituita dall'accumularsi di "ierofanie" ovvero dalla manifestazione di realtà "sacre". Il "sacro" non ha nulla a che fare con il nostro mondo, il "profano". Per Eliade tutto il mondo fisico può essere assunto nella cultura, soprattutto arcaica, al rango di sacro. La pietra o l'albero possono essere investiti della potenza del sacro senza perdere le loro caratteristiche fisiche, "profane". Essendo "potenza" per le culture arcaiche il "sacro" assurge a massima realtà e risulta saturo d'essere. Per Eliade il Cosmo desacralizzato, ovvero considerato del tutto privo di quella potenza, è una scoperta recente dell'umanità. L'uomo moderno quindi, per Eliade, ha difficoltà a comprendere il rapporto dell'uomo arcaico con la "sacralità". "Sacro" e "profano" sono due modi di essere completamente diversi. Per l'uomo arcaico, ad esempio, molti atti del tutto fisiologici ("profani") per l'uomo moderno sono investiti di sacralità: l'alimentazione, la sessualità, etc.
(Mircea Eliade. Storia delle credenze e delle idee religiose vol. I. Sansoni, 1999, pag.7)
L'uomo che vive l'esperienza del "sacro" viene indicato anche da Eliade come homo religiosus. Mircea Eliade, inoltre, rileva come la dimensione del sacro, separato dal profano, abbia diverse analogie con il termine tabú, presente nelle lingue della Polinesia e adottato precedentemente da diversi etnografi.
Mircea Eliade sottolinea che la religione non deve essere interpretata solo come «la credenza nella divinità», ma come «esperienza del sacro». Eliade analizza la dialettica del sacro. Il sacro è presentato in relazione al profano. Il rapporto tra il sacro e il profano non è di opposizione, ma di complementarità, come il profano è visto come ierofania.

## Ilsacronelle culture antiche e religiose

### Religioni preistoriche

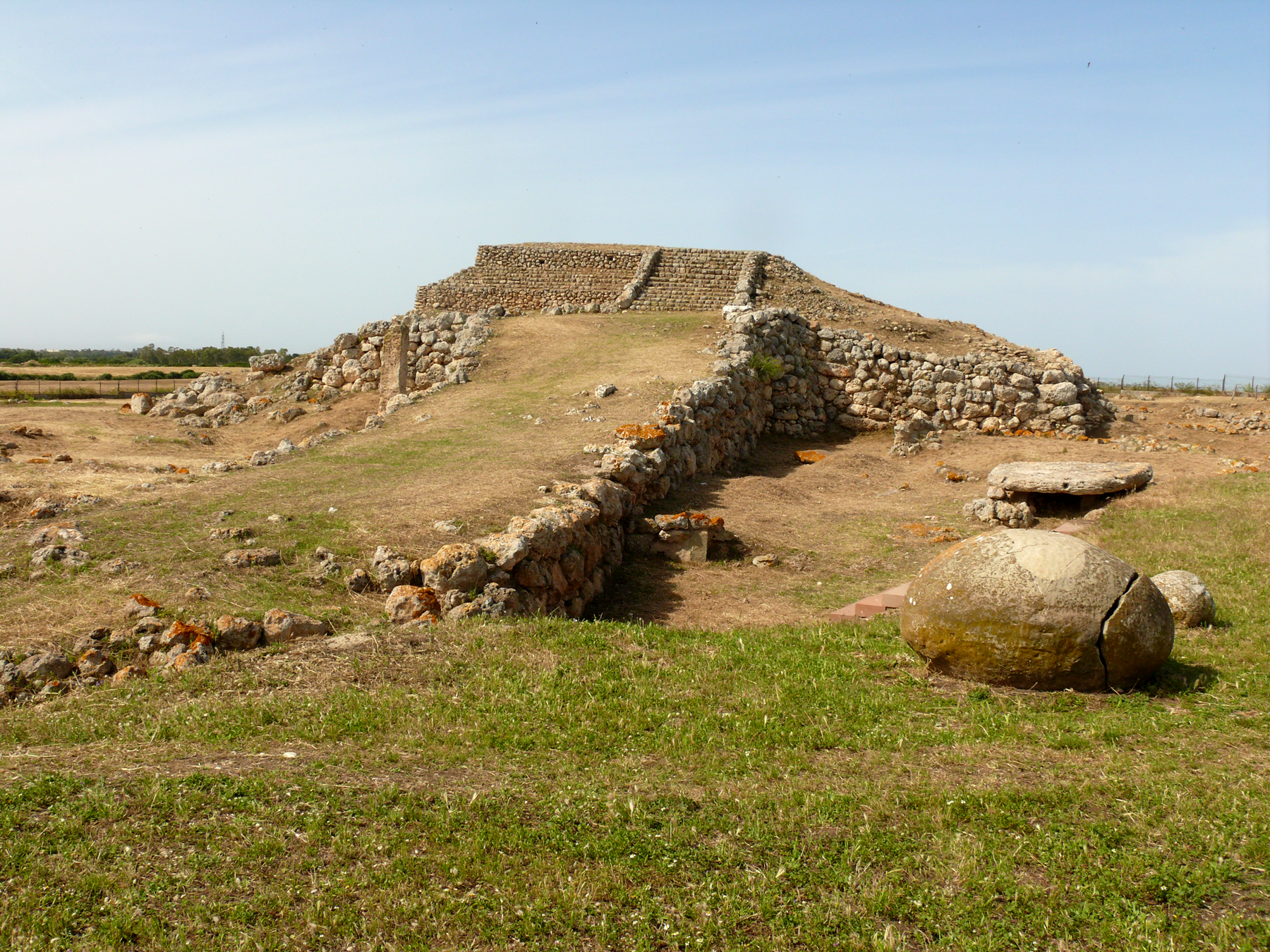
L'altare di Monte d'Accoddi, santuario neolitico presso Sassari

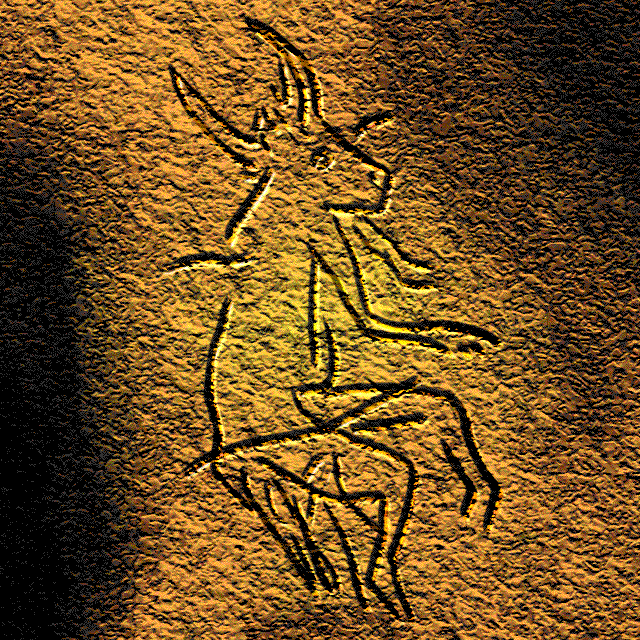
Pittura rupestre di un essere per metà umano e metà animale risalente al Paleolitico e rinvenuto nei pressi di Dordogna (Francia). È opinione degli archeologi che questo genere di figure indichino delle pratiche sciamaniche svolte sul luogo.

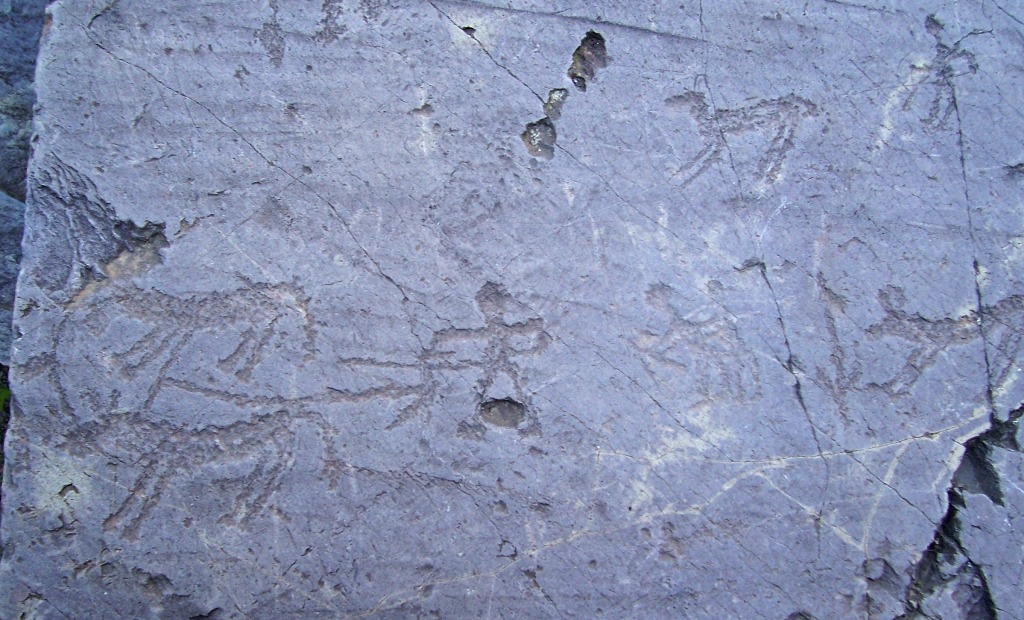
Ierogamia incisa presso il Parco archeologico comunale di Seradina-Bedolina in Val Camonica.

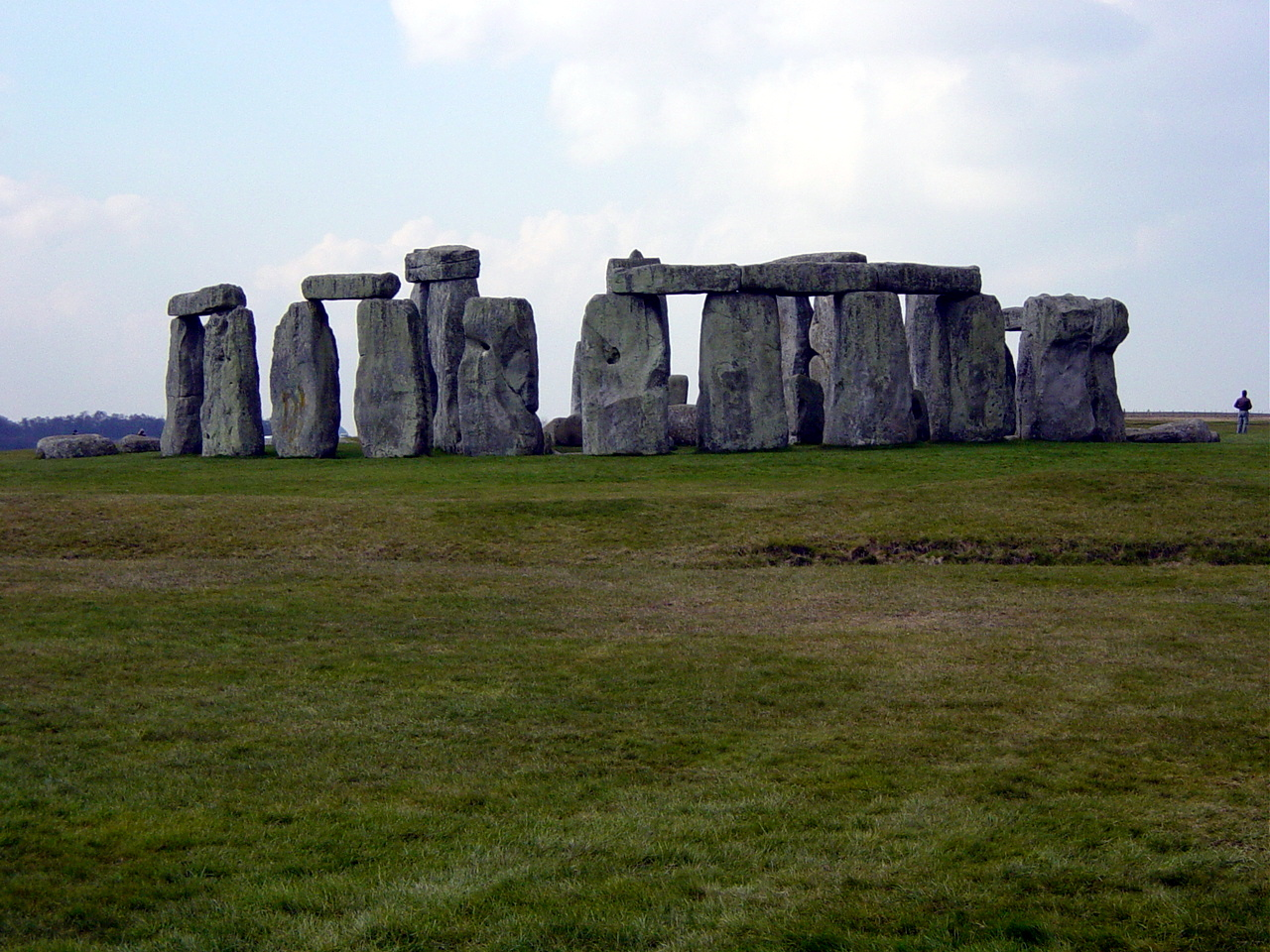
Il sito neolitico di Stonehenge.

L'uomo è apparso durante il Paleolitico, all'interno di questo periodo che va da due milioni di anni a.C. al 9000 a.C., i nostri progenitori vissero un lento e costante sviluppo tecnico, simbolico e culturale. Conosciamo poco del rapporto dell'uomo con il sacro durante il Paleolitico, sappiamo tuttavia che durante il periodo Musteriano (70000 a.C.) l'uomo avvia una pratica di sepoltura rituale. Dal Paleolitico superiore registriamo l'usanza di cospargere di ocra rossa le ossa dei morti. L'ocra rossa, sostituto del sangue, ricopriva il significato di "vita" . L'uomo del Paleolitico superiore viene sepolto con oggetti funerari, usanza che indica una qualche credenza nella vita dopo la morte. Le pitture rupestri del Paleolitico superiore indicano anche che l'uomo di quel periodo aveva delle cognizioni cosmogoniche e conservava delle simbologie delle volte celesti. Almeno da questo periodo si può registrare l'ingresso del "sacro" nella vita dell'umanità e quindi l'inizio dell'homo religiosus.
Durante il periodo Mesolitico (9000-4000 a.C.) la pratica di inumazione viene realizzata nella posizione fetale, modalità che indica che la tomba è considerata un uovo pronto a generare nuova vita.
Durante il periodo Neolitico (4000-3000 a.C.) l'uomo diventa sedentario e fonda villaggi sempre più organizzati. Si trasforma in agricoltore e quindi inizia a svelare il mistero della fecondità. Le pareti delle tombe iniziano ad essere incise simbolicamente, si iniziano ad innalzare dei monumenti megalitici come il tempio circolare di Stonehenge. I miti religiosi prendono forma: dalla Dea madre, la quale indica il posto centrale riconosciuto alla donna in queste culture, ai cicli cosmici alle ierogamie rituali. Le iscrizioni rupestri in Val Camonica evidenziano come l'uomo del Neolitico si rappresenti con le braccia levate al cielo, per poi passare alla formazione di statue-stele di divinità, alle rappresentazioni di danze sacre, ai culti solari.
Non siamo in grado di sapere come le diverse culture del Neolitico denominassero l'esperienza del "sacro", non ci è giunta infatti alcuna testimonianza scritta di quelle culture essendo improbabile la nascita di una scrittura in quel periodo. Oggi si discute se le tavolette di Tărtăria, appartenenti alla Cultura Vinča (VI millennio a.C.) o le iscrizioni su ceramica della civiltà di Harappa (IV millennio a.C.), possano o meno rappresentare le prime forme di scrittura dell'umanità. Ma se da una parte sappiamo che la Cultura Vinča era certamente connessa all'esperienza del "sacro", dall'altra non siamo in grado di interpretare in alcun modo il contenuto delle tavolette di Tărtăria, come risultano del tutto indecifrabili le iscrizioni della civiltà di Harappa. Le prime informazioni che disponiamo sul modo di denominare il "sacro" risalgono quindi alle civiltà dei Sumeri e degli Egizi risalenti al III e IV millennio a.C.

### Egizi
(Ostracon Cairo 12212)

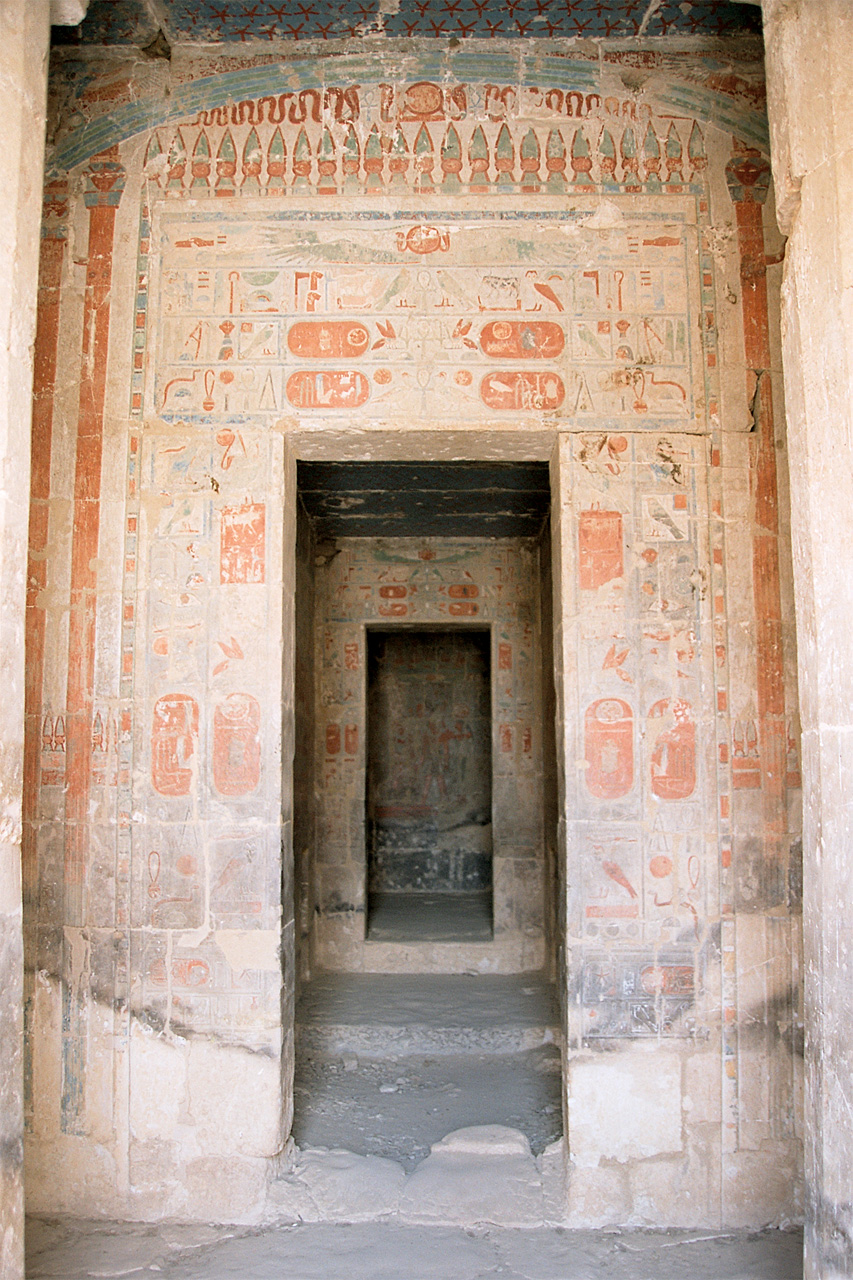
Ingresso del tempio di Hatshepsut a Luxor. Questo tempio dedicato al dio Amon veniva indicato come ḏśr dsrw 'Imn (Santo è il luogo santo di Amon) dove 'Imn sta per "misterioso", "nascosto" ovvero lo stesso nome del dio Amon.

Gli Egizi furono un popolo agricolo che, stabilitosi in epoca preistorica nel Delta del Nilo, a partire dal V millennio avviò la costruzione delle prime città e nel IV millennio la prima entità statale organizzata.
La civiltà egizia fu fortemente religiosa fin dal primo suo costituirsi. La vita degli uomini, per gli egizi, dipendeva dalle divinità che garantivano vita, giustizia e sopravvivenza dopo la morte.
Gli dei dell'Egitto erano essi stessi delle potenze e dovevano la loro esistenza ad un dio primordiale che creò il cosmo, ordinato e regolato, da un caos precedente. La vita per gli egizi era sacra e sottoposta alla salvaguardia divina.
Il faraone, re-sacerdote dell'Antico Egitto, era il custode della vita e dello stesso Egitto nonché l'intermediario con le divinità e garante della giustizia e della pace tra gli uomini. Aveva il dovere di far costruire i templi che non erano luoghi per la celebrazione di culti ad uso del popolo, ma la dimora degli dei che vi risiedevano.
I sacerdoti dei culti entravano nei templi in sostituzione e con il permesso del faraone. I loro riti garantivano che il cosmo restasse integro, perpetuando ogni giorno la creazione stessa, con i suoi ritmi e le sue fecondità. Durante il rito quotidiano, il sacerdote egizio offriva alla divinità celebrata una statua della dea Maāt, simbolo della forza cosmica, della verità e della giustizia.
Grazie a questa offerta il sacerdote partecipava alla coesione del cosmo stesso. Il termine con cui gli egizi indicavano la sacralità di Dio o degli oggetti sacri è ḏśr (sublime, sacro, immenso). All'interno dei templi egizi vi era una parte separata in cui potevano entrare solo i sacerdoti di alto rango, questo santuario era denominato naos e accoglieva la statua del dio.
(Julien Ries. L'uomo e il sacro. Milano, Jaca Book, 2007 pag. 439)

Per la centralità della dea nel sistema cultuale egizio: 
(in Leonard H. Lesko Egyptian Religion: an Overview in Encyclopedia of Religion vol. 4 pag.2713. NY, MacMillan.)

Sempre sulla centralità cultuale della dea: 
(in Manfred Lurker Lexicon der Götter und Symbole der alten Ägypter Bern, Scherz Verlag, 1987.)
Un altro termine utilizzato per indicare la sacralità di un luogo è ouāb  che ne indica la purezza, scopo e condizione di un culto anche funerario. Ouāb, puro, deve essere il defunto che deve incontrare Osiride, ouāb deve essere il sacerdote che vuole entrare nel naos.

### Sumeri
(Cilindro A VIII 13, IX 4)

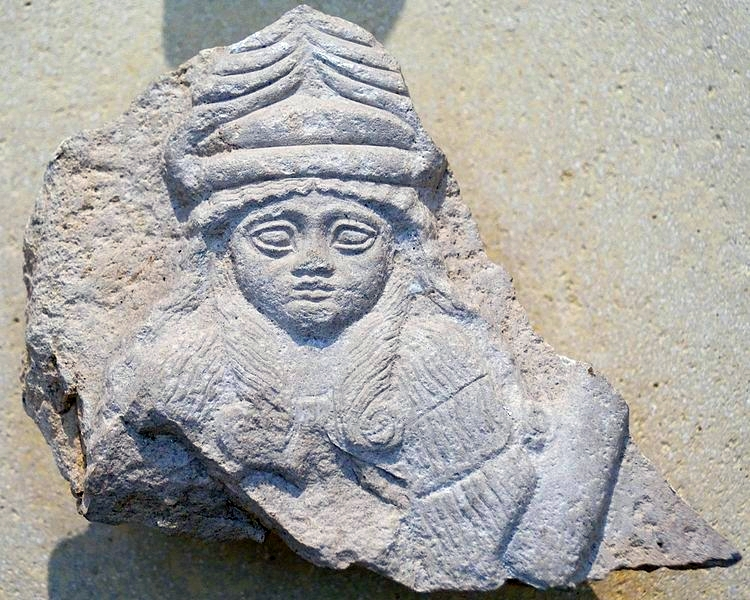
Frammento di stele rappresentante una divinità neo-sumerica, 2120 a.C. Girsu, (Iraq meridionale).

I Sumeri furono un popolo pre-semitico la cui civiltà fiorì intorno al IV millennio a.C. nella Mesopotamia meridionale. Questa civiltà era costituita da un insieme di città-stato le più antiche delle quali risalgono al 3000 a.C. Tra queste città le più importanti furono: Kish, Ur (che nella Bibbia risulta essere la patria di Abramo) e Uruk (che fu governata dal mitico sovrano Gilgameš). Mentre Lagaš, Umma e Nippur rappresentavano delle sedi dei culti religiosi. Queste città venivano governate da un re-sacerdote (ensi o anche lugal).
Nel linguaggio dei Sumeri, sacro viene indicato con il termine kù-g, così esso appare nei cilindri A e B di Gudea di Lagaš. Il termine kù-g insiste su un significato di purezza primordiale. Ciò che è puro all'inizio dei tempi questo è "sacro", kù-g. Altri tre termini presenti nei cilindri sono Mah, Zi-d e Me. Il primo, Mah indica la priorità e la trascendenza di re come delle divinità (dingir), o anche di montagne e città, Mah è la superiorità di un dio rispetto ad un altro e si colloca nel sancta sanctorum del tempio sumerico. Zi-d indica la santità divina. Il sacro kù-g essendo primordiale riguarda innanzitutto le prime due divinità cosmiche: An e Gatumdu. Il terzo termine Me indica la sacralità dell'ordine cosmico. Con Me viene garantito il destino del mondo. Per i sumeri il mondo è governato e il destino di ciascuno è stabilito dagli dèi. Coltivare il kù-g, la purezza primordiale, e il Me, la sacralità dell'ordine cosmico permette di rendere il mondo armonioso e crea un legame con gli dèi.

### Babilonesi
(Testo cuneiforme: King, BMS, 41, 1-4)

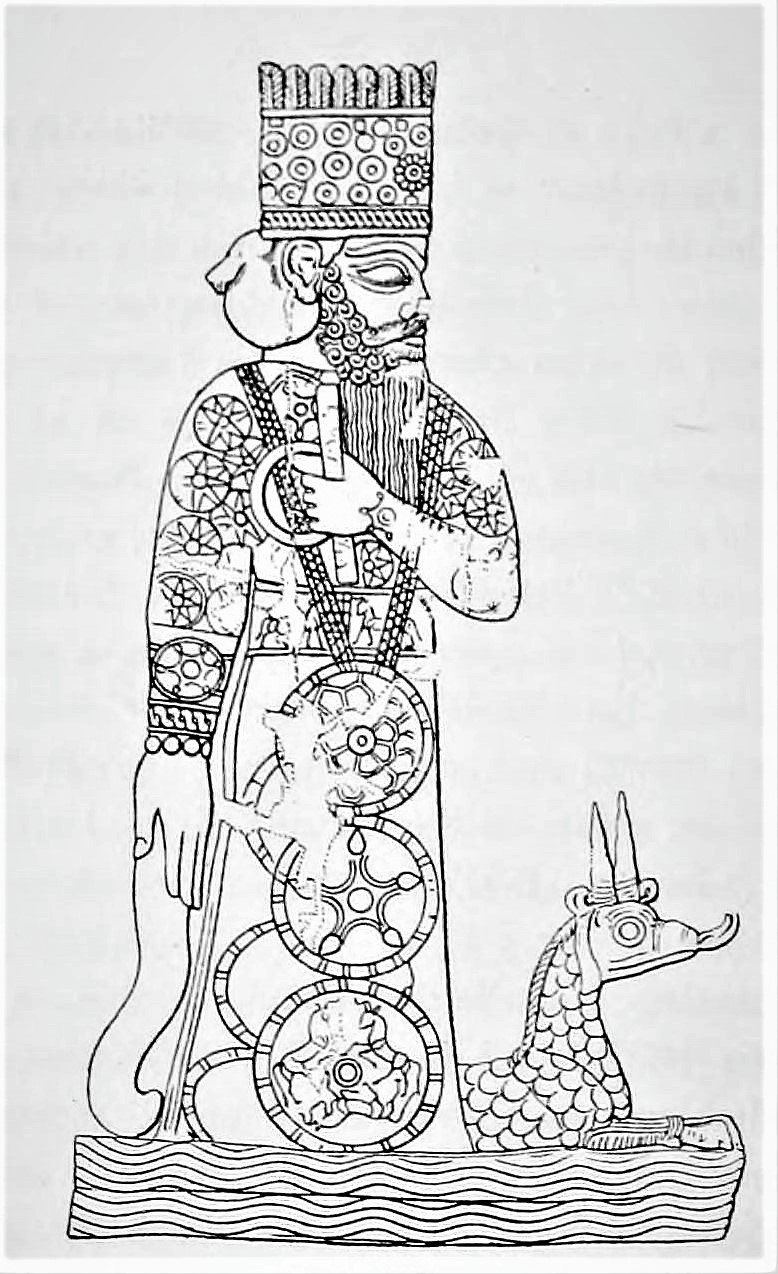
Marduk e il drago Mušḫuššu.

I Babilonesi furono un popolo semitico che visse, a partire dal 2000 a.C., tra il corso dei fiumi Tigri ed Eufrate avendo come centro la città di Babilonia (Bābilu, Porta di Dio). Il sesto sovrano babilonese, Hammurabi (1728-1686 a.C.) fondò un regno unitario sottoposto ad un insieme di norme legali che prendono il suo nome, il Codice di Hammurabi. Hammurabi elevò il Dio Marduk, divinità della città di Babilonia, al rango di protettore di tutto il suo regno. Enūma eliš è il poema religioso babilonese che eleva la figura del dio Marduk su tutte le altre divinità. La sua vittoria su queste ultime riporta l'ordine nel cosmo. L'antico dio An, colui che ha messo sul trono Marduk, è intriso di anūtu, la primordiale trascendenza. Anūtu è quindi, per i Babilonesi, l'aspetto primordiale del "sacro". Gli Dèi sono indicati con il termine Ilū (plurale, Ilūtu). Tutto ciò che esprime, è in contatto o è il luogo delle divinità (Ilūtu), ovvero tutto ciò che è "sacro" viene indicato con il termine ellu (luce, splendore) ma anche come kuddhushu. Il "sacro" si manifesta sempre come lampo di luce e di splendore. L'uomo ricopre un ruolo piuttosto periferico nella manifestazione del "sacro". Egli fu creato dal dio della conoscenza, Ea, e i suoi atti per raggiungere il luminoso "sacro" sono validi solo se raggiungono il mondo divino. Da qui l'elaborazione di rituali e la costruzione di oggetti e luoghi per creare questo legame tra l'uomo e le divinità espressione del sacro.

### Antica religione germanica
(Vǫluspá 19 e 20)

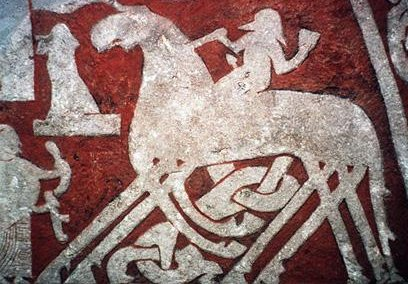
Un particolare della Pietra di Tjängvide (VIII secolo) che mostra il Dio dei Germani Wōdanaz in sella al suo destriero Sleipnir.

I Germani sono un popolo indoeuropeo che si stanziò a partire dal XV secolo a.C. in un territorio compreso tra la Germania settentrionale, la Danimarca e la Svezia Meridionale. Da questa regione questa etnia iniziò a spostarsi progressivamente verso Ovest e verso Sud. A tale etnia appartengono, tra gli altri, i popoli: Senoni, Norreni (noti anche come Vichinghi), Angli, Marcomanni, Goti, Vandali, Burgundi, Cherusci, Franchi, Svevi, Longobardi, Frisoni, Sassoni. I Germani furono cristianizzati a partire dal IV secolo (Goti) fino al XII (Scandinavi).
Ricostruire la religione dei Germani e il loro rapporto con il sacro è compito piuttosto arduo considerando che essa era priva di un sacerdozio dedicato e di veri e propri templi.
Il sacro nella lingua germanico-scandinava è reso con due termini di base: Heilagaz e Wihaz: il primo indica una realtà numinosa ed è collegato al mondo degli Dei, il secondo invece corrisponde ad una forza misteriosa che lega l'uomo al suo Destino (Gaefa).
Heilagaz (anche Heil o Heilig) indica ciò che è inviolabile, ciò che è sacro. Da questo termine deriva l'aggettivo Heilgar inteso come inviolabilità.

Heilagaz è il dono delle potenze trascendenti offerto all'uomo come "forza innata", è anche la volontà degli Dèi che va conosciuta per mezzo della divinazione e degli oracoli.
Il mondo dei Germani è infatti un mondo rigidamente segnato dalla nozione di "Destino" (Gaefa) e in questa dimensione il sacro è legato alla consultazione del futuro che attende l'uomo, attraverso la divinazione.
Régis Boyer, ricordando in merito la nozione di hugr (quando un personaggio viene colto da un presentimento ed esprime svá segir hugr mér, "lo hugr mi dice che"), ritiene che:
(Régis Boyer. Il sacro presso i Germani e gli Scandinavi in L'uomo indoeuropeo e il sacro. Milano, Jaca Book, 1991, pagg. 191)
Il Gaefa dell'uomo è un dono delle potenze trascendenti esso va accettato in modo attivo e non subendolo altrimenti perde il suo senso. Il Destino è dunque il luogo sacro dei Germani che non conoscevano né adorazioni né preghiere. Anche gli Dèi dei Germani dipendono dal Gaefa, l'intero universo era plasmato da esso.
(Régis Boyer. Op.cit pag.197. Citato anche da Julien Ries in L'uomo e il sacro nella storia dell'umanità. Opera omnia vol. II. Milano, Jaca Book, 2007, pag.167)
La comunità (Aett in Scandinavia, Sippe in Germania), in questa etnia, era fondante lo stesso rapporto col sacro, dimensione che legava tutti i membri di un clan portatori dell'hamingjia questa intesa come espressione degli stessi antenati e di tutta la discendenza ovvero l'onore (virding) e la forza della comunità da cui deriva anche il destino dell'individuo; per questa ragione il senso dell'onore e la fedeltà alla parola data erano essi stessi dimensione del sacro: l'offesa portata ad un individuo o da un individuo era portata alla stessa sacralità del clan e la vendetta un diritto sacro.
(Régis Boyer. Il sacro presso i Germani e gli Scandinavi- La vendetta, diritto sacro in L'uomo indoeuropeo e il sacro. Milano, Jaca Book, 1991, pagg. 187-8)
L'unico modo per un Germano per attestare la sua aderenza all'hamingjia era manifestarla con i comportamenti che dovevano dimostrare accettazione del Gaefa (la dimensione sacra del Destino) e il rispetto dell'hamingjia (la dimensione sacra della comunità), quindi dell'onore e della fedeltà alla parola data al proprio clan di fronte alle prove della vita, ivi compresa la condotta in guerra.
Il luogo di culto dei Germani veniva indicato con l'altro termine base, Wihaz (vé in scandinavo, vigjia in norreno, weihs in gotico), tale luogo era all'aria aperta, spesso adiacente ad alberi o a fonti sacre.
Il capo del clan (Helgi) veniva eletto (intronizzato, arfleiding) dagli altri membri e svolgeva anche funzioni sacerdotali includendo la dimensione dell'Hailagaz e del Wihaz e se si dimostrava indegno del suo compito veniva esso stesso sacrificato ovvero riconsegnato al Destino.

Due comportamenti erano aborriti in questi popoli: l'omosessualità e il tradimento. Per quanto attiene l'omosessualità, diversamente Gilbert Herdt: 
(Gilbert Herdt. Homosexuality in Enciclopedia of Religion (1987), vol.6. NY, Macmillan, 2005, p.4113)
La famiglia era invece considerata centrale nel rapporto con il sacro a tal punto che la stessa classe degli Dèi era divisa in famiglie e il rito della nascita di un individuo era considerato tra i più importanti: la donna partoriva inginocchiata di modo che il neonato potesse venire accolto dalla Terra madre, purificato con l'acqua veniva mostrato al Sole e solo dopo gli veniva assegnato un nome che doveva richiamare insieme sia quello del padre che quello della madre; dopo l'assegnazione del nome, il bambino veniva integrato nella famiglia. Colui che violava le regole e l'onore della comunità veniva invece proscritto dalla stessa perdendo così il proprio destino e con esso la stessa ragione di vivere. Essendo i morti degli intermediari tra il sacro e i viventi, i defunti che erano stati in vita proscritti dalla comunità venivano seppelliti sotto cumuli di pietre o abbandonati in mare in quanto avevano perso qualsivoglia forma di esistenza.

### Religione greca
(Porfirio,  Lettera a Marcella, 24)

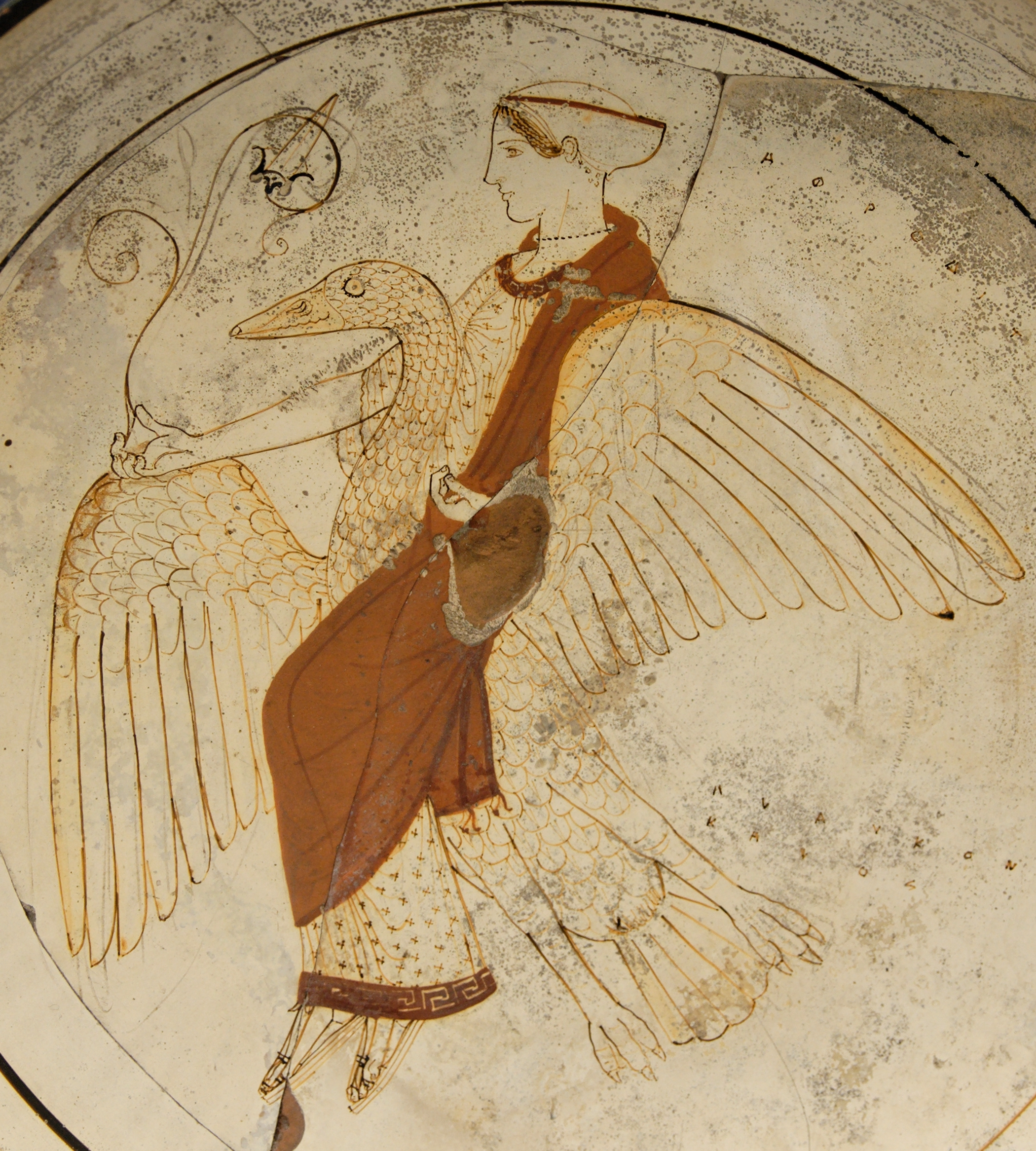
La dea Afrodite a cavallo di un cigno (dalla tomba F43 Kameiros, Rodi). Il cigno animale sacro alla Dea e compagno di Apollo, nella tradizione religiosa greca è una ierofania vivente della luce.

Il radicale in lingua greca che indica il sacro è hag- (corrispettivo del sanscrito yai-). In tal senso:
- Hagnós nell'Odissea dove indica il sacro divino e la sacra maestà, da qui hagneia nel significato di purezza religiosa consegnata dalla divinità all'uomo prescelto (consacrato);
- Hágios aggettivo verbale (da hazestai) in Erodoto è ciò che indica il luogo sacro; in Platone esso indica la separatezza del divino dal mondo umano a cui l'anima può aspirare praticando la virtù [39]. Con l'ellenizzazione le divinità orientali importate nella penisola greca vengono indicate come hagios (sacre). Nella Bibbia in traduzione greca, la Septuaginta, il termine ebraico per santo, qadoš, è reso come hagios. Sempre come hagios è reso qodeš (riservato a Dio).
- Hierós (corrispettivo del sanscrito iṣiraḥ) è un altro termine che entra nella sfera del sacro. Esso indica ciò che è forte e che rende forti. In Omero non è mai attribuito ad un essere umano ma solo a realtà o condizioni considerate "potenti". Non indica gli Dèi ma gli oggetti o i luoghi ad essi legati. Da qui i templi che sono indicati come hieroi. I discorsi intorno agli Dèi vengono denominati come hieroi logoi. I re e i sacerdoti dei culti entrando in rapporto con gli Dèi sono anch'essi hieroi. Nei culti misterici, l'iniziato che ha preso contatto con la potenza divina è esso stesso uno hieros anthropos.[40]

Così se Hagnós è riferibile al contesto degli Dèi, alla loro maestà, e Hágios è sempre riferibile agli stessi, Hierós indica prima gli oggetti e i luoghi "toccati" dagli Dèi e, successivamente, gli uomini che hanno avuto esperienza della loro potenza. Questi uomini non sono "santi", o frutto di un percorso di "santità", sono coloro che sono entrati in diretto contatto con il divino. In epoca ellenistica compaiono i termini hagneia e hagnotes ad indicare la purezza cultuale (non morale). Ma l'ideale sacro dell'uomo greco è e resta, nei secoli, l'eroe, colui che dopo la morte viene elevato al di sopra della condizione umana di cui Eracle rappresenta l'elemento universale nella cultura greca ma anche romana. Un modello dell'uomo accostatosi al sacro con le sue dodici fatiche e il suo trionfo davanti agli ostacoli, la pazienza di fronte alle difficoltà e al dolore, il coraggio nelle prove della vita.
Tale modello rimanda ad un altro luogo del sacro greco, la psyché (reso in italiano con il termine "anima"). Tale termine riguarda il centro vitale dell'uomo e compare per la prima volta in Omero a designarne il soffio vitale o, anche, quel 'fantasma' che dopo la morte abita l'Ade. Con gli Orfici psyché è invece il Demone di origine divina (quindi immortale) che corrisponde al centro spirituale ed esistenziale dell'uomo, mentre il corpo, denominato soma, ne indica l'aspetto fisico e mortale Ma se per gli Orfici la psyché emerge tanto più l'attività cosciente e l'intelligenza vengono limitate (come nei sogni o nello svenimento) è con Socrate che essa viene identificata con la coscienza, aspetto e luogo del Dèmone reso umano. Michel Foucault  ha ripercorso il cammino dei greci nella "cura di sé" (epimeleisthai) come cura dell'aspetto sacro della propria persona, ovvero del proprio Dèmone. Partendo dagli Orfici, passando per Socrate fino a Platone egli osserva come nella cultura greco-romana:
(Michel Foucault, Op. cit., p. 23)

### Religione romana
(Riportato da Arnobio in Adversus nationes III, 43)

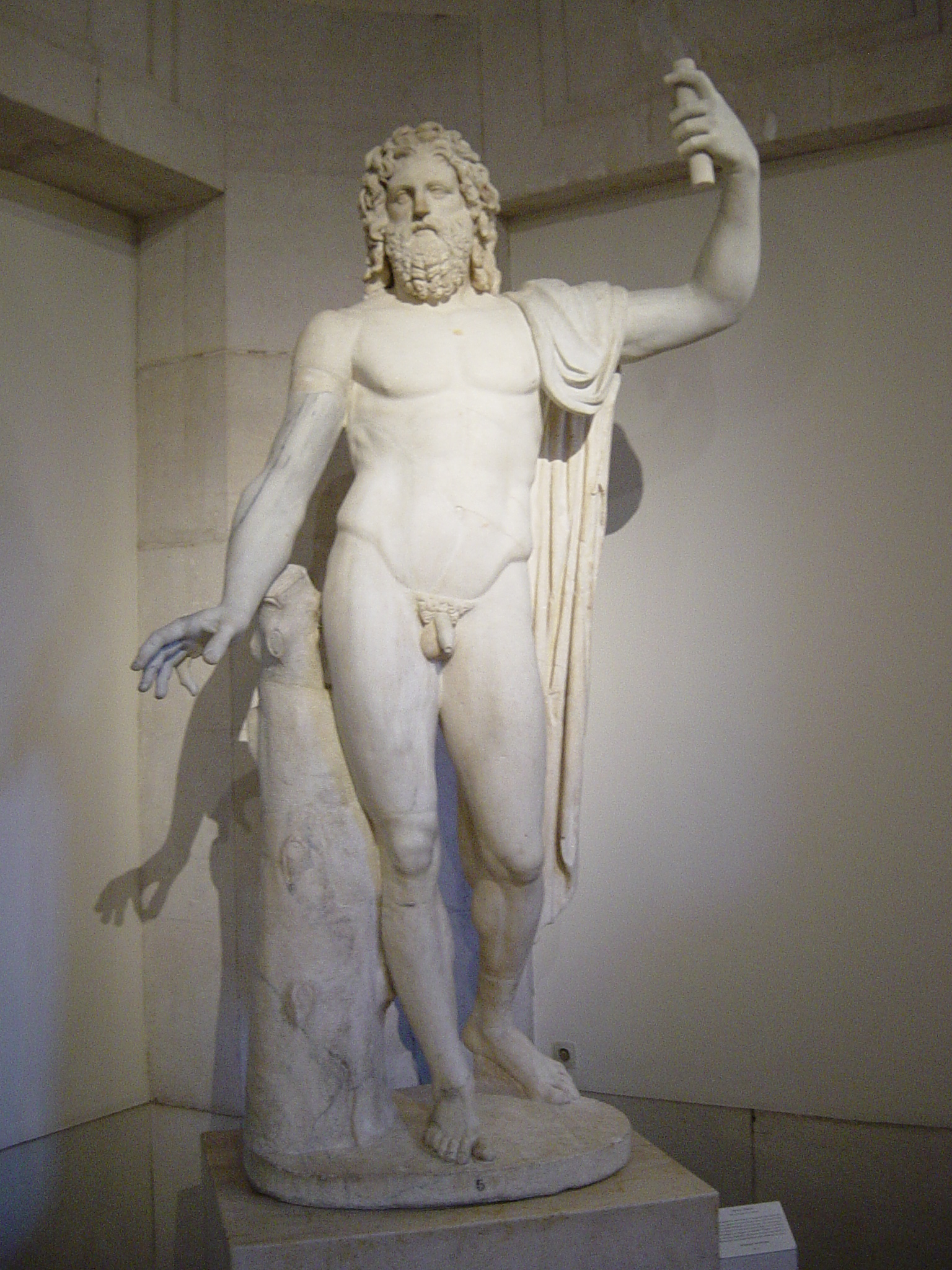
Iupiter tonans, statua romana risalente al I secolo d.C. probabilmente commissionata da Domiziano per sostituire, con poche varianti, nel Santuario di Augusto la precedente scolpita da Leocare (IV secolo a.C.) e dedicata a Zeus brontaios (Museo del Prado, Madrid).

Dal termine latino arcaico sakros originano due successivi termini latini: sacer e sanctus. Lo sviluppo del termine sakros, nel suo variegarsi di significati procede, per quanto inerisce al sanctus per via del suo participio sancio che è collegato a sakros per mezzo di un infisso nasale.

#### Etimologia
Sacer e sanctus, pur provenendo dalla stessa radice sak, possiedono dei significati originari molto diversi.
Il primo, sacer, è ben descritto da Sesto Pompeo Festo (II secolo d.C.) nel suo De verborum significatu dove precisa che: «Homo sacer is est, quem populus iudicavit ob maleficium; neque fas est eum immolari, sed, qui occidit, parricidii non damnatur.». Quindi, e in questo caso, l'uomo sacro è colui che portando una colpa infamante che lo espelle dalla comunità umana deve essere allontanato. Non lo si può perseguire, ma non si può perseguire nemmeno colui che lo uccide. L'Homo sacer non appartiene, non è perseguito né è tutelato dalla comunità umana.
Sacer è quindi ciò che appartiene ad 'altro' rispetto agli uomini, appartiene agli Dèi, come gli animali del sacrificium (rendere sacer).
Nel caso di sacer la sua radice sak inerisce a ciò che viene stabilito (sak) come non attinente agli uomini.
Sanctus invece, come spiega il Digesto, è tutto ciò che deve essere protetto dalle offese degli uomini. È sancta quell'insieme di cose che sono sottomesse ad una sanzione. Esse non sono né sacre né profane. Esse non sono comunque consacrate agli Dèi, non appartengono a loro. Ma sanctus non è nemmeno profano, deve essere protetto dal profano e rappresenta il limite che circonda il sacer anche se non lo riguarda.
Sacer è tutto ciò che appartiene quindi ad un mondo fuori dall'umano: dies sacra, mons sacer.
Mentre sanctus non appartiene al divino: lex sancta, murus sanctus. Sanctus è tutto ciò che è proibito, stabilito, sanzionato dagli uomini e, con questo, anche sanctus si relaziona al radicale indoeuropeo sak.
Ma col tempo, sacer e sanctus si sovrappongono. Sanctus non è più solo il "muro" che delimita il sacer ma entra esso stesso in contatto col divino: dall'eroe morto sanctus, all'oracolo sanctus, ma anche Deus sanctus. Su questi due termini, sacer e sanctus, si fonda un ulteriore termine, questo dall'etimologia incerta, religio, ovvero quell'insieme di riti, simboli, credenze e significati che consentono all'uomo romano di comprendere il "cosmo", di stabilirne i contenuti e di mettersi in relazione con esso e con gli Dèi.
Così la città di Roma diviene essa stessa sacra in quanto avvolta dalla maiestas che il Dio Iupiter ha consegnato al suo fondatore, Romolo. Attraverso le sue conquiste, la città di Roma offre una collocazione agli uomini nello spazio "sacro" da essa rappresentato.

#### Uso
La sfera del sacer-sanctus romano appartiene al sacerdos che, nel mondo romano unitamente all'imperator si occupa delle res sacrae che consentono di rispettare gli impegni verso gli Dèi. Così sacer divengono le vittime dei "sacrifici", gli altari e le loro fiamme, l'acqua purificatrice, gli incensi e le stesse vesti dei "sacerdoti". Mentre sanctus è riferito alle persone: i re, i magistrati, i senatori (pater sancti) e da questi alle stesse divinità.

### Ebraismo
(Levitico 19,2.)

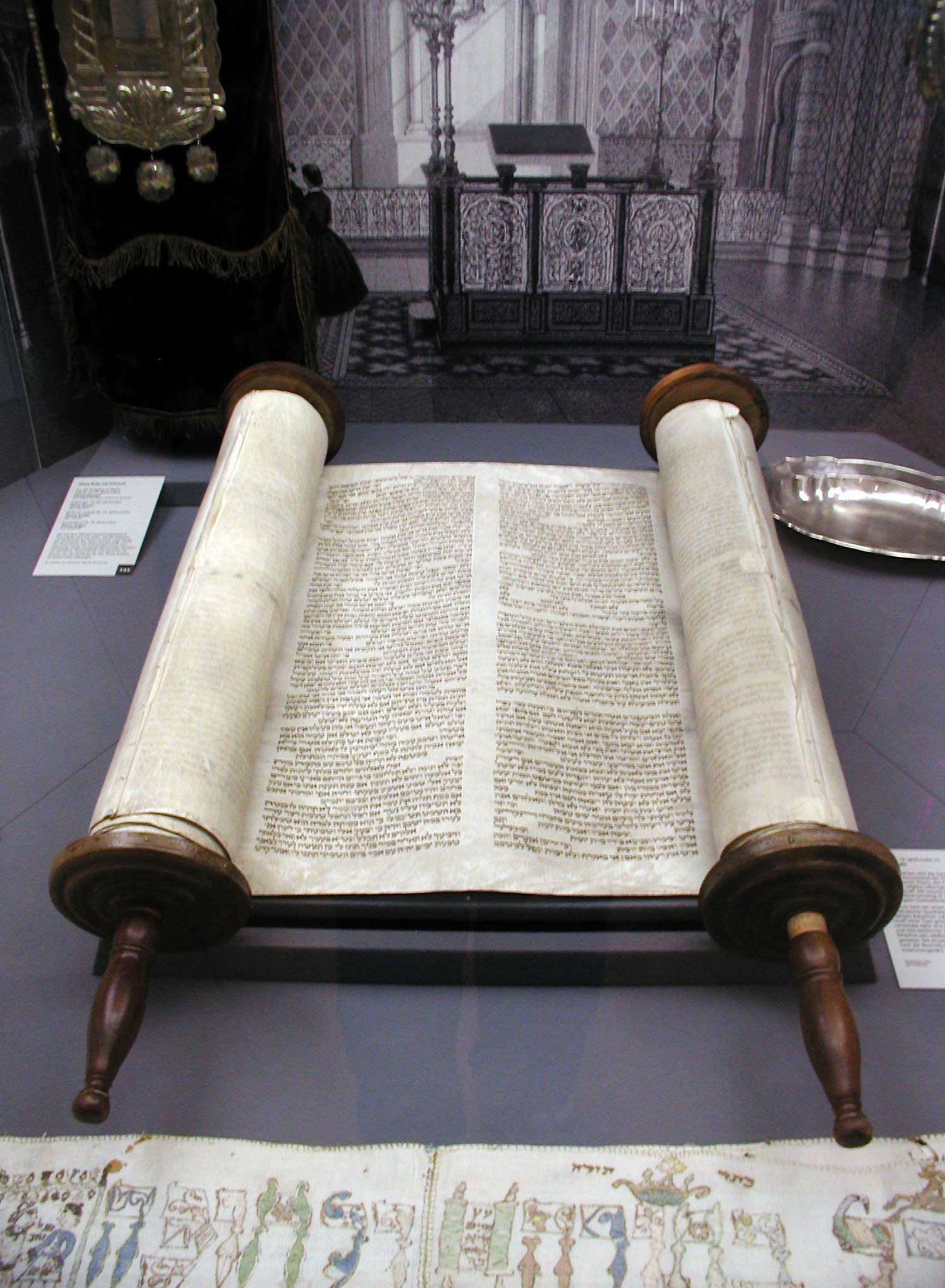
Torah nella sua forma tradizionale di rotolo

La parola ebraica kadosh (קדוש) significa originariamente "separato", il contrario di profano. Nell'ebraismo, il termine sacro è soprattutto associato alla Torah e ai comandamenti in essa contenuti. Nel calendario ebraico i sei giorni feriali sono profani, mentre Shabbat e Yom Kippur sono giorni di festa con un alto grado di santità. Le preghiere ebraiche derivate dal termine kadosh includono Kaddish, Qiddush e Kedushah, la parte centrale dell'Amidah.

### Cristianesimo
(Clemente di Roma, Lettera ai Corinzi, 60.)

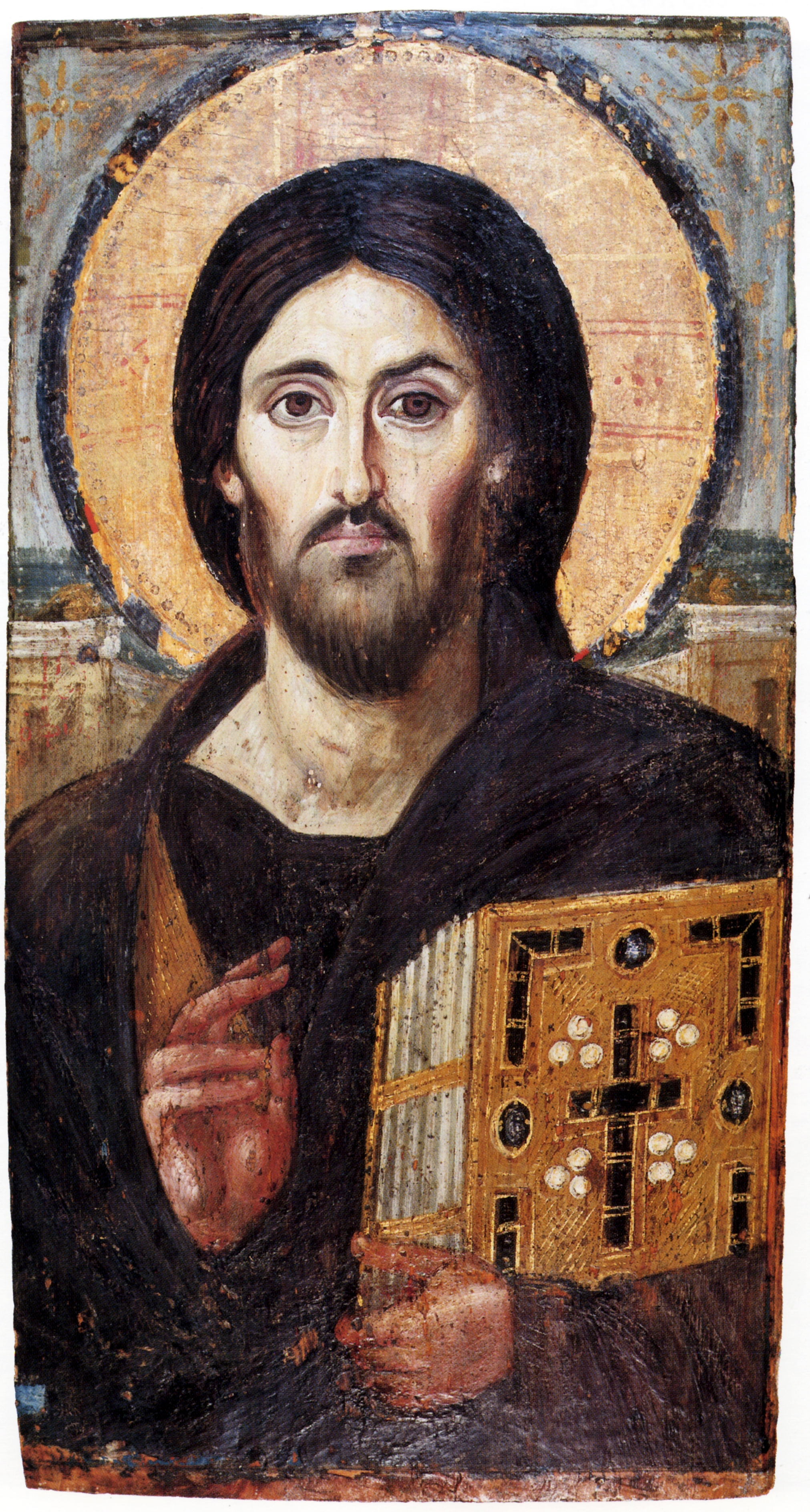
Icona del Cristo Pantocratore (Sovrano di ogni cosa) risalente al VI secolo e conservato nel Monastero di Santa Caterina nel Monte Sinai.

Per poter comprendere l'accezione cristiana di sacro occorre tener presente, anche in questo caso, la radice semitica dello stesso, QDŠ, incrociandola con la sua resa greca in Hágios riscontrabile nella Bibbia Septuaginta (Bibbia tradotta in greco nel III secolo a.C. da ebrei della comunità di Alessandria). Gli autori del Nuovo Testamento furono infatti con ogni probabilità degli ebrei che leggevano la Bibbia Septuaginta conoscendone il significato originario in ebraico. Seguendo questa direttiva anche qui Sacro è Dio, esso stesso fonte del sacro. Ma il Dio dei cristiani, come quello degli ebrei, non è un dio cosmico come le altre divinità semitiche, piuttosto un dio personale. Un dio che si rivolge agli uomini, direttamente o per mezzo di patriarchi e profeti da lui scelti. Se Dio è sacro, gli uomini lo devono rendere santo, così Isaia definisce il Dio degli ebrei come il "Santo di Israele": in questo modo lo stesso popolo si fa "santo" e tale deve essere reso.
Ma il sacro nei cristiani subisce un'evoluzione: esso è centrato sulla figura di Gesù Cristo, "Santo di Dio" costitutore di una "Nuova Alleanza" per mezzo della quale, e solo per mezzo di essa, Dio santifica pienamente il "suo" popolo avendo espresso per mezzo di Gesù Cristo la propria completezza. Il pieno tempo sacro dei cristiani inizia con la resurrezione di Gesù Cristo e la discesa dello Spirito Santo, quando la prima comunità cristiana è inviata a diffondere il vangelo, così come Dio aveva inviato Gesù. Coloro che fanno parte della chiesa fondata da Gesù il Cristo saranno santi nella misura in cui rispetteranno la consacrazione avvenuta con l'ingresso nella comunità dei credenti, sancita da atti cultuali e riti di iniziazione.

Così Julien Ries: 

### Islam
(Dal Masnūn Du'ā'ain)

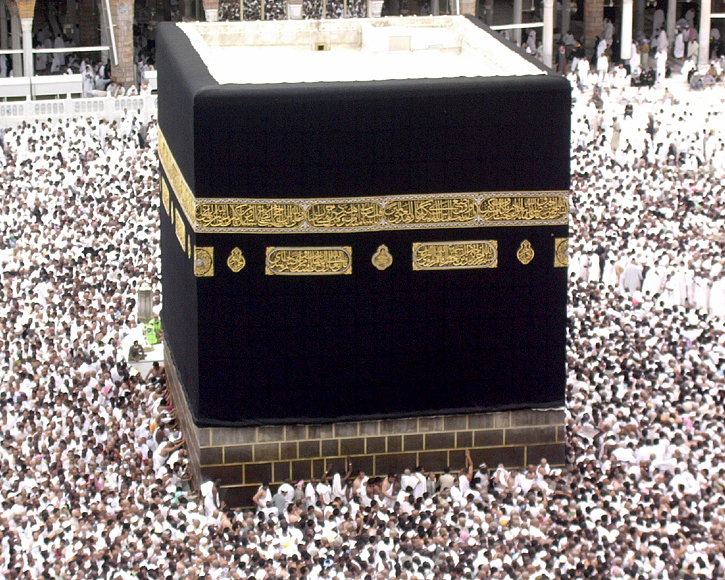
La Kaʿba della Mecca, luogo sacro (ḥaram) dell'islam.

Il sacro nel mondo islamico è reso con la radice semitica Ḥrm (mettere da parte) reso in arabo con l'ambigua espressione di ḥaram (lett. "separato") che compare anche nel termine harem. Sono separati, ḥaram, gli spazi resi tali dalla presenza di Dio come La Mecca e Medina, ma anche la Tomba dei Patriarchi a Hebron o il Haram al-Sharif a Gerusalemme, tutti luoghi vietati ai non musulmani e dove il musulmano può recarsi dopo riti di purificazione. Ḥaram è anche la proprietà privata ottenuta con il volere di Dio, sono ḥaram le mogli e le concubine riconosciute dalla legge. Harem sono i luoghi a loro destinati e vietati sotto disposizione di Allah. Ma ḥaram ha anche un terzo ambito di significato sacro, dove per "separato" indica ciò che è "vietato" (harām): da alcuni alimenti a condotte espressamente proibite dal Corano (ad esempio le bevande fermentate così come il furto).
Altro termine chiave del mondo sacro dell'islam è Quddūs (che proviene dalla radice semitica "QDŠ"), la "santità", così con il termine Al-quddūs si indica Dio, il Santissimo e tutto ciò che lo riguarda sia in termini di oggetti e di scritti come il Corano che i luoghi resi da lui ḥaram. Da notare che mentre la città di Gerusalemme è al-Quds la spianata delle Moschee con la moschea al-Aqsa dove Maometto sarebbe stato innalzato al Trono di Dio, è ḥaram. L'unica fonte del sacro, sia in termini di Quddūs che in quelli di ḥaram è e resta Allah, Dio. Quddūs e ḥaram sono dunque i due termini chiave della nozione di sacro nell'ambito dell'Islām, nonostante che, come nota Louis Gardet , verrebbe la tentazione di rendere il termine Quddūs prevalente su quello di ḥaram, ciò non è possibile perché la Kaʿba della Mecca è indicata come ḥaram, è ḥaram anche il sancta sanctorum della città santa, al-Quds, Gerusalemme.

### Buddhismo
(Śāntideva. Bodhicaryāvatāra III, 6-10)

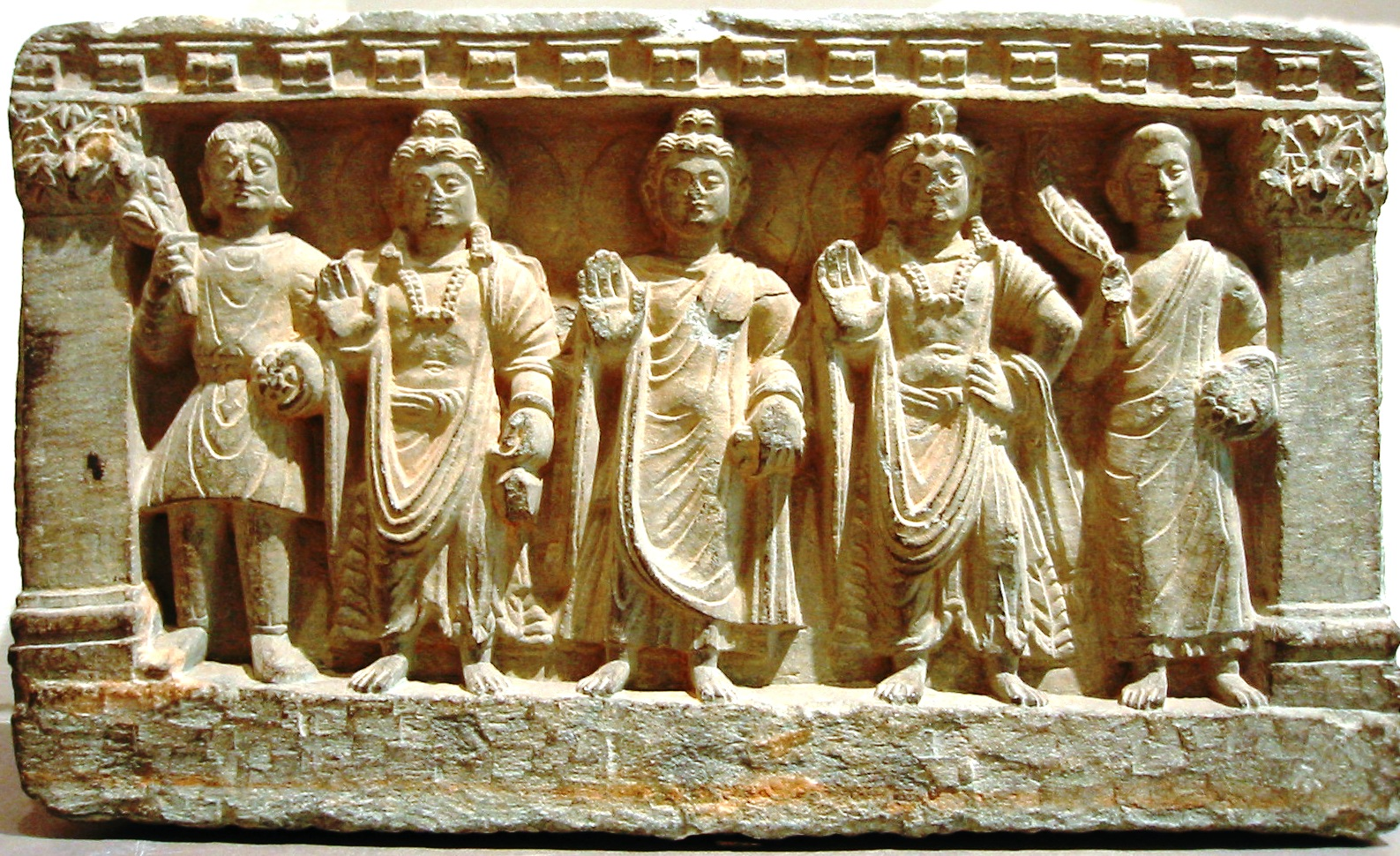
Bassorilievo buddhista mahāyāna rinvenuto nella regione del Gandhāra e risalente al II-III secolo d.C., conservato al Museo Guimet di Parigi. Da sinistra verso destra: un devoto laico (upāsaka), il bodhisattva Maitreya, il Buddha Śākyamuni, il bodhisattva Avalokiteśvara, un monaco buddhista (bhikṣu). Le tre figure centrali mostrano con la mano destra il "gesto di incoraggiamento" (abhayamudrā), con il palmo della mano aperto invitano il fedele ad avvicinarsi senza avere paura.

Il Buddhismo non considera come realtà ultima, come totalmente Altro, una dimensione che prescinda dall'esperienza umana, essendo, nell'insegnamento di Gautama Buddha, qualsivoglia riferimento a realtà trascendenti la diretta esperienza umana, non utile al conseguimento della liberazione del dolore da parte dell'uomo.
Questo non significa che nel Buddhismo sia negata l'esistenza di realtà trascendenti il mondo naturale, solo che tali realtà sono ritenute non necessarie per il conseguimento degli obiettivi inerenti alla liberazione dell'uomo.
Un elemento importante del Buddhismo, riportato in tutti i Canoni, è la conferma dell'esistenza delle divinità come già proclamate dalla letteratura religiosa vedica (i deva), tuttavia queste divinità sono nel Buddhismo ancora sottomesse alla legge del karma e la loro esistenza è condizionata dal saṃsāra. Così nel Majjhima nikāya 100 II-212 dove al brahmano Sangarava che gli chiedeva se esistessero i deva, il Buddha storico rispose: «I Deva esistono! È questo un fatto che io ho riconosciuto e su cui tutto il mondo è d'accordo». Sempre nei testi che raccolgono i suoi insegnamenti, testi riconosciuti tra i più antichi in assoluto e conservati sia nel Canone pāli che nel Canone cinese e che la storiografia contemporanea inquadra nel termine Āgama-Nikāya, il Buddha storico consiglia a due brāhmaṇa che, dopo aver dato da mangiare a uomini santi, si debba dedicare questa azione alle divinità (Deva) locali che restituiranno l'onore concesso loro assicurando il benessere dell'individuo (Digha-nikāya, 2,88-89).
Lo storico delle religioni svedese Nathan Söderblom (1866-1931) osserva che secondo le dottrine buddhiste, nel mezzo della realtà impermanente (saṃsāra) sia individuata una realtà che trascende questa e che risulta assoluta, il nirvāṇa. Tale realtà è quella a cui il praticante buddhista deve mirare per raggiungere la completa liberazione. Söderblom individua in questa realtà, ovvero nel nirvāṇa, il "sacro" buddhista.
Julien Ries osserva come il termine sanscrito ārya (in devanāgarī आर्य) 
(Julien Ries. L'uomo e il sacro nella storia dell'umanità. In Opera omnia, vol.II. Milano, Jaca Book, 2007, pag.451)